# Memoriał Bronisława Idzikowskiego i Marka Czernego 2008
Memoriał im. Bronisława Idzikowskiego i Marka Czernego 2008 – 40. edycja turnieju w celu uczczenia pamięci polskiego żużlowca Bronisława Idzikowskiego i Marka Czernego, który odbył się dnia 27 kwietnia 2008 roku. Turniej wygrał Ryan Sullivan. Po zawodach rozegrano biegi pamięci Jerzego Baszanowskiego. Turniej był połączony z Pucharem Złomrexu.

## Wyniki
- Częstochowa, 27 kwietnia 2008
- NCD: Ryan Sullivan - 66,34 w wyścigu 6
- Sędzia:

| Msc. | Zawodnik               | Klub              | Pkt  |             |  |
| ---- | ---------------------- | ----------------- | ---- | ----------- |  |
| 1    | Ryan Sullivan          | Australia         | 13+3 | (2,3,3,3,2) |  |
| 2    | Nicki Pedersen         | Dania             | 13+2 | (3,3,3,1,3) |  |
| 3    | Leigh Adams            | Australia         | 13+1 | (3,3,2,2,3) |  |
| 4    | Tomasz Gollob          | Gorzów Wlkp.      | 11   | (d,2,3,3,3) |  |
| 5    | Tomasz Jędrzejak       | Wrocław           | 10   | (3,3,3,0,1) |  |
| 6    | Krzysztof Kasprzak     | Leszno            | 9    | (1,1,2,3,2) |  |
| 7    | Sławomir Drabik        | Tarnów            | 8    | (2,0,1,2,3) |  |
| 8    | Grzegorz Walasek       | Zielona Góra      | 7    | (2,0,1,2,2) |  |
| 9    | Greg Hancock           | Stany Zjednoczone | 7    | (2,2,1,1,1) |  |
| 10   | Rune Holta             | Gorzów Wlkp.      | 7    | (1,1,2,2,1) |  |
| 11   | Sebastian Ułamek       | Częstochowa       | 6    | (3,1,0,d,2) |  |
| 12   | Joe Screen             | Wielka Brytania   | 5    | (0,2,0,3,0) |  |
| 13   | Michał Szczepaniak     | Częstochowa       | 5    | (1,2,2,0,u) |  |
| 14   | Mateusz Szczepaniak    | Częstochowa       | 2    | (d,0,0,1,1) |  |
| 15   | Tomasz Gapiński        | Częstochowa       | 2    | (0,1,0,1,d) |  |
| 16   | Jarosław Hampel        | Leszno            | 2    | (1,0,1,d,0) |  |
|      | rez. Mateusz Kowalczyk | Częstochowa       |      | (ns)        |  |

Bieg po biegu
1. [67,24] Ułamek, Sullivan, Michał Szczepaniak, Screen
2. [67,57] Adams, Drabik, Holta, Mateusz Szczepaniak
3. [67,83] Jędrzejak, Hancock, Kasprzak, Gollob
4. [68,04] Pedersen, Walasek, Hampel, Gapiński
5. [66,84] Pedersen, Gollob, Ułamek, Drabik
6. [66,34] Sullivan, Hancock, Holta, Walasek
7. [67,68] Jędrzejak, Screen, Gapiński, Mateusz Szczepaniak
8. [66,87] Adams, Michał Szczepaniak, Kasprzak, Hampel
9. [67,67] Jędrzejak, Holta, Hampel, Ułamek
10. [66,96] Sulli'van, Kasprzak, Drabik, Gapiński
11. [67,04] Gollob, Adams, Walasek, Screen
12. [67,24] Pedersen, Michał Szczepaniak, Hancock, Mateusz Szczepaniak
13. [68,11] Kasprzak, Walasek, Mateusz Szczepaniak, Ułamek
14. [67,09] Sullivan, Adams, Pedersen, Jędrzejak
15. [68,57] Screen, Drabik, Hancock, Hampel
16. [67,06] Gollob, Holta, Gapiński, Michał Szczepaniak
17. [67,70] Adams, Ułamek, Hancock, Gapiński
18. [67,20] Gollob, Sullivan, Mateusz Szczepaniak, Hampel
19. [67,56] Pedersen, Kasprzak, Holta, Screen
20. [67,89] Drabik, Walasek, Jędrzejak, Michał Szczepaniak

### Finał
1. [67,20] Sullivan, Pedersen, Adams